# Marta Mendonça
Marta Mendonça, nome artístico de Irenice Mendonça Ferreira  (Uberaba, 16 de fevereiro de 1940) é uma cantora brasileira.
Ela apareceu nos anos 60 com a canção Tu Sabes, que vendeu muito e ganhou os principais prêmios da época. Apareceu muito na televisão e viajou o Brasil inteiro. Gravou vários discos, alcançando um total de 110 musicas entre LPS, compactos e edições especiais.
Em 1965 conheceu o cantor Altemar Dutra e casou-se com ele. Tiveram dois filhos: Deusa Dutra  e Altemar Dutra Júnior.  Viveram juntos até morte dele em 1983.